# Аойама Танемити
Аойама Танемити (яп. 青山 胤通; англ. Aoyama Tanemichi; 15 июня 1859—23 декабря 1917) — японский врач, профессор диагностики и внутренних болезней в токийском университете. Член Японской академии наук (1906).
Медицинское образование получил в Токио и Берлине. Занимал в токийском университете кафедру диагностики и внутренних болезней.
- Описание эпидемии чумы в Гонконге в «Mitteilungen aus der medicin. Fak. der kais.-japan. Universität zu Tokio» (1895). В этом же издании помещена работа Аойамы, написанная им совместно с Миамото, о патогенной для человека стрептотрихее.
- В «Virchow’s Archiv» (еврожурнал патологий; том 106-й) напечатана работа Аойамы на немецком языке: «Ueber indirekte Kernteilung und corpora amylacea in einem Brustkrebs».

Умер 23 декабря 1917 года, похоронен на токийском кладбище Янака (Тайто).